# The Joker (album)
The Joker è l'ottavo album in studio del gruppo musicale statunitense Steve Miller Band, pubblicato dalla Capitol Records nell'ottobre 1973. Il disco dalle vendite altissime, fu indubbiamente il più grande successo in termini commerciali dell'artista americano, ricevette il disco di platino.

## Tracce
Lato A
1. Sugar Babe – 4:32 (Steve Miller)
2. Mary Lou – 2:24 (Ronnie Hawkins, Jacqueline Magill)
3. Shu Ba Da Du Ma Ma Ma Ma – 5:40 (Steve Miller)
4. Your Cash Ain't Nothin' but Trash – 3:14 (Charles Calhoun)

Lato B
1. The Joker – 4:26 (Steve Miller)
2. Lovin' Cup – 2:10 (Steve Miller)
3. Come on in My Kitchen – 3:58 (Woody Payne)
4. Evil – 4:35 (Steve Miller)
5. Something to Believe In – 4:40 (Steve Miller)

## Musicisti
- Steve Miller - voce, chitarra, armonica
- Sneaky Pete Kleinow - chitarra pedal steel (brano : B5)
- Dickie Thompson - organo, clavinet
- Gerlad Johnson - basso
- Lonnie Turner - basso (brano : B4)
- John King - batteria